# 都市林
都市林（としりん）
1. もともとドイツ語のde:Stadtwaldの訳語としてあてられた用語で、原語は市町村が有する市有林のこと。
2. 日本で1993年(平成5年)の都市公園法施行令の改正により新たな都市公園として加えられた「主として動植物の生息地又は生育地である樹林地等の保護を目的とする都市公園（都市公園施行令第2条より）」。公園#都市林参照
3. この他、高橋理喜男らが各自の著書で都市近郊にある森林を定義した観念がある。池内 紀『人と森の物語 ──日本人と都市林』(集英社新書, 2011年）等参照

都市林（としりん）とは主に自治体・市町村が所有する森林。

## 各国の都市林

### ドイツ
ドイツでは、連邦森林法 (de) §3により原則として企業も企業林を所有する。こうした森林では市民のレクリエーションのため、通常遊び場、レストラン、乗馬、ハイキングコースといったレクリエーション施設としての活用度が高くなっている。

#### ドイツの郷
最も有名なのはベルリンでティーアガルテン（210ヘクタール）とグルンワルドの森林地帯（約3,000ヘクタール）とケペンキーガー・フォルスト（約6,500ヘクタール）、ベルリンシュタットヴァルト （3,866ヘクタール）、ドレスナー・ハイデ （6,133ヘクタール）、ロストック・ヒース（6,004ヘクタール）があり、世界最大。
デュースブルクの都市林は、ルール地方ミュルハイムにあるブローチ・シュペルドルファーの森、デュースブルクのスポーツパーク（Duisburger Sportpark）、デュースブルクのHuckinger Markと約3000ヘクタールの森林地帯を形成。ライプチヒ・アウエンワルドは中部ヨーロッパで最大の絶滅危惧林地の一つ。

#### ドイツの大都市の森
ドイツの都市林（シュタットヴァルト）は、現在は確かに市街地に接していたり、市街地に取りかこまれた形で存在している。いかにも市民のアウトドアレクリエーションのために古くから設置されているかに見えるが、これは近代になって新たに休養林的な役割が付加されていったのである。都市林は元来、市民の休養のための屋外空間をさす用語ではなく、都市の所有する森林、すなわち市有林という一般的な呼称である。
ハノーヴァー市にあるアイレンリーデは中世以来市の所有となっているが、立派な樹木が育っている森は、財政的に重要な意味を持ち、富を保障するものであった。戦争や商売のため、船舶建造が盛んだった時代には、木をどんどん伐って大もうけができたが、同時に森林の徹底的な荒廃を招いたのである。アイレンリーデの森も見た目には林地が外延的に拡大していくが、林相自体は不ぞろいで収穫の少ないものとなっていた。伐採後に放擲された林地が増えていく一方、17世紀には,木材生産以外の目的にも使われ始め、市民のレクリエーションの場としての役割を担いはじめるのである。伐採地が集材地から遠くなるにつれて、搬出のための水路や道路が整備される。林内に入り込む人が増えるにつれ、人の集まるところに飲食のための便益施設がつくられた。やがて森のなかにある古い石造の砦が「森の居酒屋」に生まれかわり、周囲の森もともに行楽の拠点となっていく。1870年頃にその他の休養のための施設も、発行されたアイレンリーデの名所案内に出ている。19世紀後半から今世紀にかけての都市域の膨張の結果、都市が森をかこみ、都市に隣接する森林が新たな存在理由を持ち始める。街のたてこみようが、都市衛生上の必要性を、また人口急増が民衆のレクリエーションの場としての役割をアイレンリーデに与えたのである。
- グルーネヴァルト（Grunewald）、ケーペニック林業林およびベルリン近郊の森林地区にあるベルリンの都市森林（Berliner Stadtforst）（28.500ヘクタール） [1]
- ブリロンタウン （7.750ヘクタール）
- バーデンバーデン都市林（約7,500ヘクタール） [2]
- アウクスブルクの都市林 （7,000ヘクタール）
- ドレスナー・ハイデ（6,333ヘクタール）
- ロストックヒース（6,000ヘクタール）
- フィリンゲン＝シュウェニンゲン都市林（5,841ヘクタール、合計8,144.5ヘクタール） [3]
- ヴィースバーデナー都市林（5.600ヘクタール）
- フライブルクhe都市林 [4] （5,200ヘクタール）
- ボッパルトの都市林 （4,360ヘクタール）
- フランクフルトの都市林 （フランクフルター・シュタットヴァルト 3,866ヘクタール、合計5,785ヘクタール） [5]
- フュルステンフュルステンヴァルド市 （針葉樹林が4,677ha、針葉樹林が90パーセント、落葉広葉樹が10パーセントの森林） [6]
- ミュールハウザー社（Muhlhauser）都市林 （3,093ヘクタール）
- ヴァイセンブルクの都市林 （2,806ヘクタール）
- コブレンツ郷 （2.772ヘクタール）
- ビーレフェルトの都市林 （2,256ヘクタール） [7]
- ザルツヴェーデル町 （1.400ヘクタール）
- ライプツィヒ・アウエンワルド （1,163ヘクタールのシュタットワルト、合計約2,500ヘクタール）
- リューベックのLauerholz （960ヘクタール）
- エアフルトのシュタイガーヴァルト（Steigerwald）（800ヘクタール）
- ハノーバーのアイレンリーデ（Eilenriede）（650ヘクタール）
- デュースブルガー都市林 （600ヘクタール）
- フュッセン都市林 （560ヘクタール）
- エシュワイラーシュタットワルト （350ヘクタール）
- ケルン都市林 （205.3ヘクタール）
- フレンスブルクのMarienholzung （200ヘクタール）
- クレーフェルダー都市林 （120ヘクタール）
- ハノーバーのシーゲルホルスト （100ヘクタール）

### フランス
- パリのブールドゥボローニュ
- パリのヴァンセンヌの森

### スイス・オーストリア
- ウィーナーヴァルト （105,645ヘクタール、うち8650ヘクタールはウィーン市）
- ウィーンのラインツァー・ティアーガルテン（2.450ヘクタール）
- ウィーンのロバウ （2,300ヘクタール）
- ウィーナープラーター （600ヘクタール）
- チューリッヒ （スイス）にある都市林 （1,200ヘクタール）とSihlwald （1,000ヘクタール）

### アメリカ合衆国
- ジェファーソンメモリアルフォレスト
- セイラム (オレゴン州) "Tree City USA"賞を全米植樹祭財団（National Arbor Day Foundation）から受賞

### 日本
- 都市公園法での都市林では 神奈川県の公園一覧#都市林（腰越地域鎌倉広町の森（鎌倉市)、はやま三ヶ岡山緑地など）、松之木都市林（東京都世田谷区）、宇都宮記念公園みどりの森（栃木県中央林間西）などがある。都市計画中央審議会の答申（平成4年12月）では、「新しい時代に向けた新たな都市公園の整備を推進するため、例えば都市林等大規模な都市緑地の拡充強化、広場的機能を有する公園種別の新設等新しい時代に対応した都市公園体系を構築するため、公園種別や設置基準について見直しを行うこととすべきである。」としていた。

## アーバンフォレストリーと都市林業

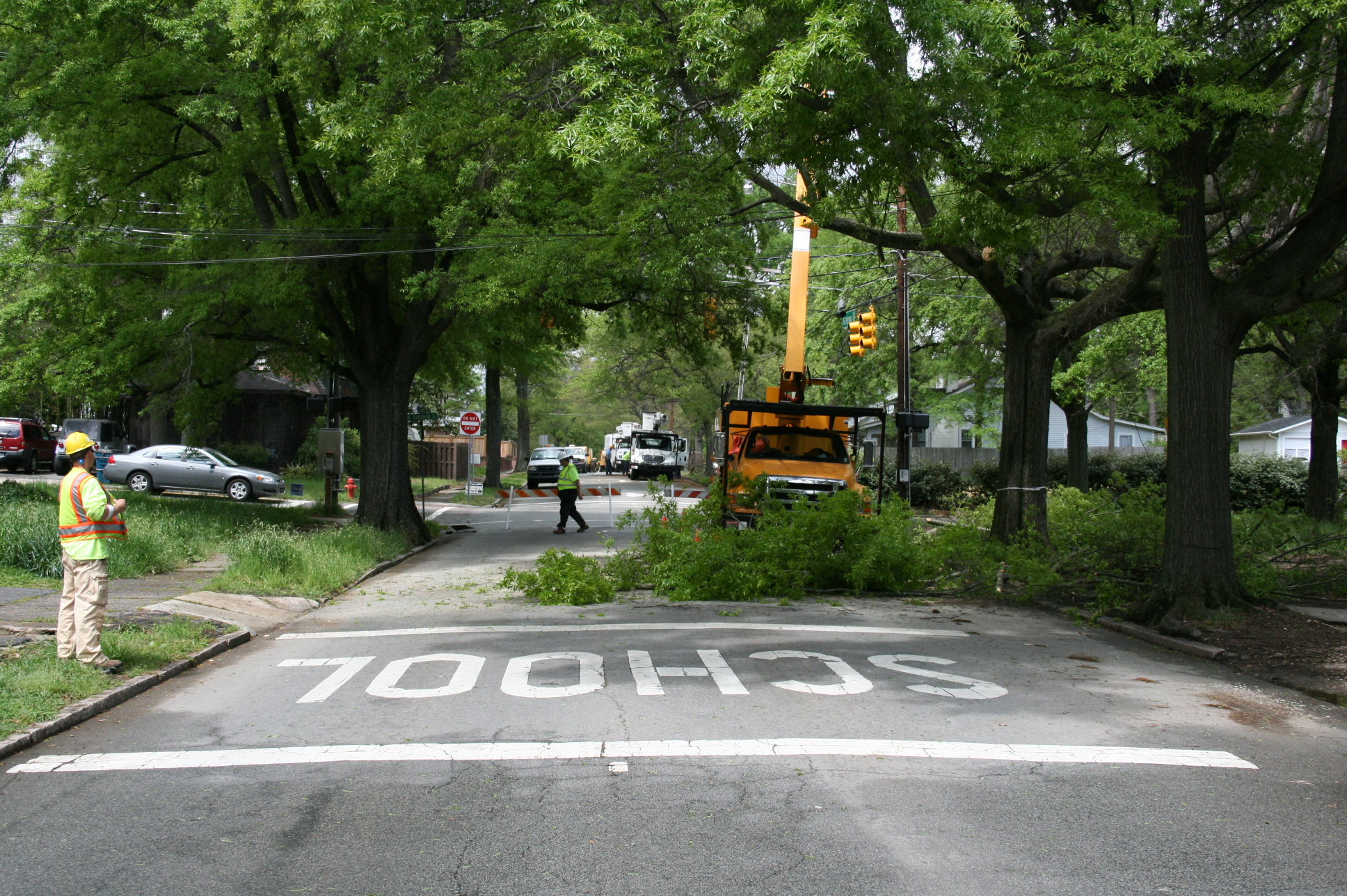
ノースカロライナ州ダーラムの樹木剪定。

アーバンフォレストリー（Urban_forestry）とは、都市型森林管理のことである。都市環境を改善する目的で、市街地にある都市林や単一の樹木や樹木帯を手入れ・管理することであるが、都市にある樹木の手入れや維持管理業務とそれをプログラムするという計画と管理の両方が含まれる。「都市のインフラ」において重要である都市の樹木の役割を提唱し、都市の樹木がもたらす多くの利益を促進するよう、自治体や企業の樹医、公共施設の森林管理者、環境政策立案者、都市計画家、コンサルタント、教育者、研究者、地域活動家によって実践され、木を植えて維持し、適切に木と森林の保全を支援し研究を行う。
環境と健康への影響として例えば熱波は米国だけで毎年1300人の死者を出し、これは他のどの気象関連災害よりも多い。
地球温暖化により気温が上がり続ける中、この数字は今後増加すると予想されており、エアコンを使えない低所得世帯や、高齢者、乳幼児、慢性的な健康問題を抱えている人など、暑さに弱い人々にとって、そのリスクはさらに高まるが、都市の森は、蒸発散作用や道路や建物の陰になることによって、都市のヒートアイランドの影響を緩和。半径10メートルの森林再生で、日中の気温の0.7度低下に相当し、半径30メートルでは1.3度、半径60メートルや90メートルでは1.5度以上低下させることができる。これにより、熱中症のリスクが減り、冷房費が減り生活環境が向上する。つまり都市の樹木は米国で年間1200人の命を救っているのである。
また都市の森林は、オゾン、二酸化窒素、アンモニア、粒子状物質などの汚染物質を吸収し、炭素の隔離を行うことで大気の質を向上させている。大気の質対策を取り組んだ都市は、小児ぜんそくのレベルが低いことも示されている。
また、木々が樹冠で雨水を遮断し、その根を通して水を減速し、ろ過して大気中に戻すことができるので、都市の森林は雨水管理にとって重要なツールになることがわかっている。その他、騒音抑制、交通規制、まぶしさや反射の抑制などの効果がある。
都市環境に取り込まれた森林は、そこに住む住民に有益な効果をもたらすことが分かっており、心理的な癒しやストレスの回復を促進し、集中力や生産性を向上させることが示されている。
2018年、フィラデルフィアの低所得者層に尋ねた「どれくらいの頻度で神経質、絶望的、落ち着きがない、落ち込んでいる、無価値だと感じているか」という調査結果によると、メンタルヘルスの実験介入として、空き地にためられたごみは都度撤去していたが、空き地を小さな柵で囲い、木や草を植えて緑化した。緑化された土地の近くに住む、貧困層以下の所得の住民は、うつ病の感情が68%減少し、貧困層以上の所得の住民では41%減少したと報告。精神衛生上の改善までおよんだのである。
他方、都市林業（としりんぎょう）という分野・取り組みがあり、これは都市にある木材資源を活かす林業である。日本では一般社団法人街の木ものづくりネットワーク（マチモノ）代表、都市森林株式会社代表取締役で建築家の湧口善之が2012年から提唱・実践している、伐採された街の木を木工品に生まれ変わらせ、再び人々の役に立たせることである。湧口は都市林ではなく、庭木や街路樹、公園の樹木といった街の木を総称して「都市森林」と呼んで、こうした「森林」に都市の人々の暮らしと絡み合いながら巡らせる新たな循環を創ることを「都市林業」と提唱し、実践している。
この他にも、都市の未利用の緑の資源を活用しようという取り組みも行われている。